# 東莞縣
东莞县是中国廣東省珠江三角洲東岸昔日的一个县。
始于東晉咸和六年（331年）的宝安县，至唐朝至德二年（757年）更名东莞县。县治由当时的南头迁至涌，即今日的莞城。在唐朝及宋朝大部份時間內，東莞縣所轄領地含今廣州市增城區（原增城市）、東莞市、深圳市、中山市、珠海市、澳門特別行政區及香港特別行政區，至南宋紹興三十一年（1161年），將珠江口對側新出水土地劃香山縣止。
明朝萬曆元年（1573年），東莞縣的南部被分拆為新安縣，範圍包括今天的香港及深圳。及至1985年，東莞縣經國務院批准列為珠江三角洲經濟開發區，同年9月撤縣建市，即今天的東莞市。
东莞相传是东官的音轉，亦有人說因地處廣州東面及盛產水草（莞草）而得名，或曰昔日有僑東莞郡人居此，以為相似於其鄉，故名。